# Google时惠
谷歌时惠是谷歌公司在中国大陆开设的一个团购资讯搜索网站，于2011年9月正式对外开放。其搜索结果均来自中国大陆地区的团购网站，谷歌称不会收集任何用户信息，且仅仅提供单一的机器搜索，不提供在线交易。谷歌公司此举引来了众多中国大陆媒体和网民的关注。谷歌时惠自推出至关闭一直为beta版本，属于测试阶段。2013年底，谷歌时惠网站已经关闭。

## 争议
虽然google.cn通过中国大陆相关部门的审核，但一些媒体并不看好谷歌，并认为目前中国大陆已经有很多公司和网站进入了电子商务领域，Google直到现在才涉足中国大陆的电子商务领域，为时已晚，并认为谷歌时惠不能满足中国网民的搜索需求，其搜索结果也因鲜有人管理而不够全面，搜索功能也落后于同类的团购搜索网站百度团购等。虽然不被媒体看好，但techweb的调查显示仍然有57.2%的中国网友看好谷歌时惠内地发展。